# Pycnidiophora
Pycnidiophora är ett släkte av svampar. Pycnidiophora ingår i familjen Sporormiaceae, ordningen Pleosporales, klassen Dothideomycetes, divisionen sporsäcksvampar och riket svampar.
|               | Sporormia                                  |
|               |                                            |
|               | Preussia                                   |
|               |                                            |
|               | Sporormiella                               |
|               |                                            |
|               | Pleophragmia                               |
|               |                                            |
|               | Spororminula                               |
|               |                                            |
|               | Westerdykella                              |
|               |                                            |
|               | Chaetopreussia                             |
|               |                                            |
|               | Eremodothis                                |
|               |                                            |
|               | Preussiella                                |
|               |                                            |
| Pycnidiophora | \| \| Pycnidiophora aurantiaca \| \| \| \| |
|               | \| \| Pycnidiophora aurantiaca \| \| \| \| |
|               | Amorosia                                   |
|               |                                            |
|               | Pycnidiophora aurantiaca                   |
|               |                                            |

|  | Pycnidiophora aurantiaca |
|  |                          |